# کریستوفر نتی
کریستوفر نتی (انگلیسی: Christopher Nettey؛ زادهٔ ۱۷ ژوئیهٔ ۱۹۹۸) بازیکن فوتبال اهل غنا است.
وی همچنین در تیم ملی فوتبال غنا بازی کرده است.